# Pauxi unicornis
El paujil unicornio (Pauxi unicornis), también conocido como bitichí, piuri, paujil copete de piedra, y pilisto, es una especie de ave galliforme de la familia Cracidae que se encuentra en los bosques húmedos montanos de la vertiente oriental de los Andes, Endémico de Bolivia, entre los 400 y 1200 m.s.n.m.

## Características
Mide 85 a 90 cm de longitud. Se caracteriza por una protuberancia vertical recta azul grisáceo, sobre la cera y la parte más delantera de la cabeza, que se aprecia como un cuerno. El plumaje de los machos es negro y brillante, con la punta de la cola blancas. El pico y las patas son rojos.

## Alimentación
Se alimenta de nueces y otros frutos y semillas. Se lo ha observado cavando, probablemente para encontrar gusanos y otros invertebrados. Se alimenta de semillas de una gran variedad de plantas, entre las que se encuentran los árboles de almendrillo, negrillo(Nectandra sp.), tembre(Bactris gasipaes), jorori(Schwartzia jorori), ambaibo(Cecropia spp.), uva de monte(Quararibea putumayensis), achachairú( Rheedia amazonica), majo(Jessenia bataua), laurel palta(Pourouma minor), gargatea(Jacaratia spinosa), higuerón(Ficus sp.), bibosi(Ficus sp.), sancudilla(Socratea exorrhiza) y murure(Clarisia racemosa).
También se encontraron pequeñas piedras y barro en su tracto digestivo, algo que le ayuda a digerir su alimento.

## Reproducción
La época de cortejo es en septiembre. Los machos cantan de octubre a enero para atraer a las hembras o para marcar su territorio. El nido se puede encontrar a 5 m del suelo.

## Comportamiento
Solitario, cauteloso y tímido, por lo que es difícil de ver, es complicado detectarlo cuando no canta. Habita zonas remotas, en donde se siente más confiado. Es arbóreo y terrestre.

## Amenazas
Sus mayores amenazas son la caza, ya que el pueblo Yuracaré lo caza como alimento. Su otra gran amenaza es su pérdida de hábitat, que se genera gracias a la deforestación de los bosques

## Subespecies
Se conocen una subespecie de Pauxi unicornis:
- Pauxi unicornis unicornis - vertiente este de los Andes del centro de Bolivia

## Distribución
Se encuentra restringida a áreas específicas como los Parques nacionales TIPNIS, Carrasco y Amboró, que se encuentran en los departamentos de Cochabamba, Santa Cruz y Beni.